# MŽNL Osijek – Vinkovci 2011./12.
Međužupanijska nogometna liga Osijek– Vinkovci četvrti je stupanj nogometnih natjecanja u Hrvatskoj. Ova liga nastaje 2011. godine nakon ukidanja 4. HNL – Istok. U ligi sudjeluju nogometni klubovi s područja Osječko-baranjske županije i Vukovarsko-srijemske županije. Prvoplasirani klub prelazi u viši razred – 3. HNL – Istok, a posljednji ispadaju u 1. ŽNL Osječko-baranjsku ili 1. ŽNL Vukovarsko-srijemsku, ovisno o teritorijalnoj pripadnosti.
Promociju u 3. HNL izborio je NK Bedem Ivankovo. Iako je bilo predviđeno da iz lige ispadnu NK Valpovka Valpovo, NK Elektra Osijek i NK Jedinstvo Donji Miholjac, NK Valpovka Valpovo i NK Elektra Osijek su nastupili i u sezoni 2012./13.

## Tablica
| Mj. | Klub                        | Sus. | Pob | Nerj. | Por. | GR.   | Bod.           |
| --- | --------------------------- | ---- | --- | ----- | ---- | ----- | -------------- |
| 1.  | NK Bedem Ivankovo           | 30   | 18  | 9     | 3    | 52:26 | 63             |
| 2.  | NK Zrinski Tordinci         | 30   | 17  | 9     | 4    | 62:27 | 60             |
| 3.  | HNK Vupik Vukovar           | 30   | 17  | 3     | 10   | 54:36 | 54             |
| 4.  | NK Jadran Gunja             | 30   | 16  | 6     | 8    | 56:26 | 53 (-1) ↓note1 |
| 5.  | NK Vuteks-Sloga Vukovar     | 30   | 13  | 8     | 9    | 50:33 | 47             |
| 6.  | NK Grafičar-Vodovod Osijek  | 30   | 14  | 4     | 12   | 53:42 | 46             |
| 7.  | NK Metalac Osijek           | 30   | 12  | 6     | 12   | 46:49 | 42             |
| 8.  | NK Čepin                    | 30   | 12  | 4     | 14   | 46:49 | 40             |
| 9.  | NK Torpedo Kuševac          | 30   | 10  | 8     | 12   | 42:43 | 38             |
| 10. | NK Nosteria Nuštar          | 30   | 10  | 7     | 13   | 42:56 | 37             |
| 11. | HNK Fruškogorac Ilok        | 30   | 9   | 9     | 12   | 46:38 | 36             |
| 12. | NK Sladorana Županja        | 30   | 9   | 9     | 12   | 42:53 | 36             |
| 13. | NK FEŠK Feričanci           | 30   | 9   | 8     | 13   | 45:56 | 35             |
| 14. | NK Valpovka Valpovo         | 30   | 10  | 3     | 17   | 37:51 | 33             |
| 15. | NK Elektra Osijek           | 30   | 6   | 9     | 15   | 32:61 | 27             |
| 16. | NK Jedinstvo Donji Miholjac | 30   | 4   | 6     | 20   | 24:83 | 18             |

↑note1 Klub kažnjen oduzimanjem jednog boda

## Rezultati
| NK Jedinstvo Donji Miholjac - NK Nosteria Nuštar 0:0 HNK Vupik Vukovar - NK Sladorana Županja 3:2 NK Grafičar-Vodovod Osijek - NK Valpovka Valpovo 1:2 NK Bedem Ivankovo - NK Jadran Gunja 1:0 NK Elektra Osijek - NK Torpedo Kuševac 2:2 NK Čepin - NK Metalac Osijek 2:0 HNK Fruškogorac Ilok - NK Vuteks-Sloga Vukovar 6:1 NK Zrinski Tordinci - NK FEŠK Feričanci 2:1 | NK Zrinski Tordinci - HNK Fruškogorac Ilok 2:0 NK Vuteks-Sloga Vukovar - NK Čepin 2:0 NK Metalac Osijek - NK Elektra Osijek 0:3 NK Torpedo Kuševac - NK Bedem Ivankovo 2:1 NK Jadran Gunja - NK Grafičar-Vodovod Osijek 4:1 NK Valpovka Valpovo - HNK Vupik Vukovar 0:1 NK Sladorana Županja - NK Jedinstvo Donji Miholjac 4:1 NK FEŠK Feričanci - NK Nosteria Nuštar 7:0 | NK Čepin - NK Zrinski Tordinci 2:2 NK Elektra Osijek - NK Vuteks-Sloga Vukovar 0:1 NK Bedem Ivankovo - NK Metalac Osijek 3:1 NK Grafičar-Vodovod Osijek - NK Torpedo Kuševac 2:1 HNK Vupik Vukovar - NK Jadran Gunja 0:2 NK Jedinstvo Donji Miholjac - NK Valpovka Valpovo 2:1 NK Nosteria Nuštar - NK Sladorana Županja 5:0 HNK Fruškogorac Ilok - NK FEŠK Feričanci 3:3 |
| NK Zrinski Tordinci - NK Elektra Osijek 4:1 HNK Fruškogorac Ilok - NK Čepin 5:3 NK Vuteks-Sloga Vukovar - NK Bedem Ivankovo 2:0 NK Metalac Osijek - NK Grafičar-Vodovod Osijek 2:0 NK Torpedo Kuševac - HNK Vupik Vukovar 1:2 NK Jadran Gunja - NK Jedinstvo Donji Miholjac 5:0 NK Valpovka Valpovo - NK Nosteria Nuštar 3:0 NK FEŠK Feričanci - NK Sladorana Županja 3:0 | NK Bedem Ivankovo - NK Zrinski Tordinci 0:0 NK Elektra Osijek - HNK Fruškogorac Ilok 0:3 NK Grafičar-Vodovod Osijek - NK Vuteks-Sloga Vukovar 4:1 HNK Vupik Vukovar - NK Metalac Osijek 1:2 NK Jedinstvo Donji Miholjac - NK Torpedo Kuševac 1:3 NK Nosteria Nuštar - NK Jadran Gunja 1:0 NK Sladorana Županja - NK Valpovka Valpovo 2:0 NK Čepin - NK FEŠK Feričanci 1:2 | NK Zrinski Tordinci - NK Grafičar-Vodovod Osijek 5:1 HNK Fruškogorac Ilok - NK Bedem Ivankovo 0:0 NK Čepin - NK Elektra Osijek 0:0 NK Vuteks-Sloga Vukovar - HNK Vupik Vukovar 2:2 NK Metalac Osijek - NK Jedinstvo Donji Miholjac 3:0 NK Torpedo Kuševac - NK Nosteria Nuštar 2:0 NK Jadran Gunja - NK Sladorana Županja 3:0 NK FEŠK Feričanci - NK Valpovka Valpovo 4:1 |
| HNK Vupik Vukovar - NK Zrinski Tordinci 0:1 NK Grafičar-Vodovod Osijek - HNK Fruškogorac Ilok 3:0 NK Bedem Ivankovo - NK Čepin 4:2 NK Jedinstvo Donji Miholjac - NK Vuteks-Sloga Vukovar 1:1 NK Nosteria Nuštar - NK Metalac Osijek 2:2 NK Sladorana Županja - NK Torpedo Kuševac 2:1 NK Valpovka Valpovo - NK Jadran Gunja 1:0 NK Elektra Osijek - NK FEŠK Feričanci 4:1 | NK Zrinski Tordinci - NK Jedinstvo Donji Miholjac 2:0 HNK Fruškogorac Ilok - HNK Vupik Vukovar 2:0 NK Čepin - NK Grafičar-Vodovod Osijek 0:1 NK Elektra Osijek - NK Bedem Ivankovo 0:3 NK Vuteks-Sloga Vukovar - NK Nosteria Nuštar 3:1 NK Metalac Osijek - NK Sladorana Županja 1:1 NK Torpedo Kuševac - NK Valpovka Valpovo 1:1 NK FEŠK Feričanci - NK Jadran Gunja 1:0 | NK Nosteria Nuštar - NK Zrinski Tordinci 0:2 NK Jedinstvo Donji Miholjac - HNK Fruškogorac Ilok 1:0 HNK Vupik Vukovar - NK Čepin 2:1 NK Grafičar-Vodovod Osijek - NK Elektra Osijek 5:0 NK Sladorana Županja - NK Vuteks-Sloga Vukovar 2:0 NK Valpovka Valpovo - NK Metalac Osijek 2:0 NK Jadran Gunja - NK Torpedo Kuševac 2:1 NK Bedem Ivankovo - NK FEŠK Feričanci 1:1 |
| NK Zrinski Tordinci - NK Sladorana Županja 1:1 HNK Fruškogorac Ilok - NK Nosteria Nuštar 1:2 NK Čepin - NK Jedinstvo Donji Miholjac 5:1 NK Elektra Osijek - HNK Vupik Vukovar 1:3 NK Bedem Ivankovo - NK Grafičar-Vodovod Osijek 3:1 NK Vuteks-Sloga Vukovar - NK Valpovka Valpovo 4:0 NK Metalac Osijek - NK Jadran Gunja 0:3 NK FEŠK Feričanci - NK Torpedo Kuševac 1:1 | NK Valpovka Valpovo - NK Zrinski Tordinci 1:2 NK Sladorana Županja - HNK Fruškogorac Ilok 1:1 NK Nosteria Nuštar - NK Čepin 2:0 NK Jedinstvo Donji Miholjac - NK Elektra Osijek 1:1 HNK Vupik Vukovar - NK Bedem Ivankovo 0:1 NK Jadran Gunja - NK Vuteks-Sloga Vukovar 1:0 NK Torpedo Kuševac - NK Metalac Osijek 3:0 NK Grafičar-Vodovod Osijek - NK FEŠK Feričanci 5:2 | NK Zrinski Tordinci - NK Jadran Gunja 1:1 HNK Fruškogorac Ilok - NK Valpovka Valpovo 0:0 NK Čepin - NK Sladorana Županja 2:0 NK Elektra Osijek - NK Nosteria Nuštar 1:1 NK Bedem Ivankovo - NK Jedinstvo Donji Miholjac 3:0 NK Grafičar-Vodovod Osijek - HNK Vupik Vukovar 4:0 NK Vuteks-Sloga Vukovar - NK Torpedo Kuševac 1:1 NK FEŠK Feričanci - NK Metalac Osijek 2:1 |
| NK Torpedo Kuševac - NK Zrinski Tordinci 1:1 NK Jadran Gunja - HNK Fruškogorac Ilok 3:0 NK Valpovka Valpovo - NK Čepin 0:1 NK Sladorana Županja - NK Elektra Osijek 2:1 NK Nosteria Nuštar - NK Bedem Ivankovo 0:1 NK Jedinstvo Donji Miholjac - NK Grafičar-Vodovod Osijek 1:3 NK Metalac Osijek - NK Vuteks-Sloga Vukovar 3:1 HNK Vupik Vukovar - NK FEŠK Feričanci 1:0 | NK Zrinski Tordinci - NK Metalac Osijek 6:0 HNK Fruškogorac Ilok - NK Torpedo Kuševac 5:0 NK Čepin - NK Jadran Gunja 4:3 NK Elektra Osijek - NK Valpovka Valpovo 2:0 NK Bedem Ivankovo - NK Sladorana Županja 2:2 NK Grafičar-Vodovod Osijek - NK Nosteria Nuštar 1:0 HNK Vupik Vukovar - NK Jedinstvo Donji Miholjac 2:0 NK FEŠK Feričanci - NK Vuteks-Sloga Vukovar 1:3 | NK Vuteks-Sloga Vukovar - NK Zrinski Tordinci 0:1 NK Metalac Osijek - HNK Fruškogorac Ilok 0:0 NK Torpedo Kuševac - NK Čepin 3:1 NK Jadran Gunja - NK Elektra Osijek 6:0 NK Valpovka Valpovo - NK Bedem Ivankovo 1:2 NK Sladorana Županja - NK Grafičar-Vodovod Osijek 2:0 NK Nosteria Nuštar - HNK Vupik Vukovar 2:1 NK Jedinstvo Donji Miholjac - NK FEŠK Feričanci 2:1 |
| NK Nosteria Nuštar - NK Jedinstvo Donji Miholjac 8:1 NK Sladorana Županja - HNK Vupik Vukovar 0:2 NK Valpovka Valpovo - NK Grafičar-Vodovod Osijek 1:2 NK Jadran Gunja - NK Bedem Ivankovo 0:0 NK Torpedo Kuševac - NK Elektra Osijek 3:2 NK Metalac Osijek - NK Čepin 3:0 NK Vuteks-Sloga Vukovar - HNK Fruškogorac Ilok 0:0 NK FEŠK Feričanci - NK Zrinski Tordinci 1:2 | HNK Fruškogorac Ilok - NK Zrinski Tordinci 1:0 NK Čepin - NK Vuteks-Sloga Vukovar 1:5 NK Elektra Osijek - NK Metalac Osijek 2:2 NK Bedem Ivankovo - NK Torpedo Kuševac 2:1 NK Grafičar-Vodovod Osijek - NK Jadran Gunja 0:1 HNK Vupik Vukovar - NK Valpovka Valpovo 2:1 NK Jedinstvo Donji Miholjac - NK Sladorana Županja 2:2 NK Nosteria Nuštar - NK FEŠK Feričanci 2:0 | NK Zrinski Tordinci - NK Čepin 2:0 NK Vuteks-Sloga Vukovar - NK Elektra Osijek 0:0 NK Metalac Osijek - NK Bedem Ivankovo 1:2 NK Torpedo Kuševac - NK Grafičar-Vodovod Osijek 1:0 NK Jadran Gunja - HNK Vupik Vukovar 3:1 NK Valpovka Valpovo - NK Jedinstvo Donji Miholjac 6:1 NK Sladorana Županja - NK Nosteria Nuštar 2:0 NK FEŠK Feričanci - HNK Fruškogorac Ilok 1:1 |
| NK Elektra Osijek - NK Zrinski Tordinci 1:1 NK Čepin - HNK Fruškogorac Ilok 1:0 NK Bedem Ivankovo - NK Vuteks-Sloga Vukovar 1:0 NK Grafičar-Vodovod Osijek - NK Metalac Osijek 3:0 HNK Vupik Vukovar - NK Torpedo Kuševac 5:0 NK Jedinstvo Donji Miholjac - NK Jadran Gunja 2:0 NK Nosteria Nuštar - NK Valpovka Valpovo 5:1 NK Sladorana Županja - NK FEŠK Feričanci 4:0 | NK Zrinski Tordinci - NK Bedem Ivankovo 2:2 HNK Fruškogorac Ilok - NK Elektra Osijek 0:1 NK Vuteks-Sloga Vukovar - NK Grafičar-Vodovod Osijek 3:1 NK Metalac Osijek - HNK Vupik Vukovar 4:0 NK Torpedo Kuševac - NK Jedinstvo Donji Miholjac 5:1 NK Jadran Gunja - NK Nosteria Nuštar 3:0 NK Valpovka Valpovo - NK Sladorana Županja 3:1 NK FEŠK Feričanci - NK Čepin 1:0 | NK Grafičar-Vodovod Osijek - NK Zrinski Tordinci 2:2 NK Bedem Ivankovo - HNK Fruškogorac Ilok 2:0 NK Elektra Osijek - NK Čepin 1:3 HNK Vupik Vukovar - NK Vuteks-Sloga Vukovar 2:0 NK Jedinstvo Donji Miholjac - NK Metalac Osijek 1:1 NK Nosteria Nuštar - NK Torpedo Kuševac 2:2 NK Sladorana Županja - NK Jadran Gunja 2:2 NK Valpovka Valpovo - NK FEŠK Feričanci 3:0 |
| NK Zrinski Tordinci - HNK Vupik Vukovar 0:1 HNK Fruškogorac Ilok - NK Grafičar-Vodovod Osijek 3:2 NK Čepin - NK Bedem Ivankovo 1:1 NK Vuteks-Sloga Vukovar - NK Jedinstvo Donji Miholjac 5:0 NK Metalac Osijek - NK Nosteria Nuštar 0:0 NK Torpedo Kuševac - NK Sladorana Županja 2:0 NK Jadran Gunja - NK Valpovka Valpovo 2:0 NK FEŠK Feričanci - NK Elektra Osijek 3:0 | NK Jedinstvo Donji Miholjac - NK Zrinski Tordinci 1:3 HNK Vupik Vukovar - HNK Fruškogorac Ilok 0:0 NK Grafičar-Vodovod Osijek - NK Čepin 2:4 NK Bedem Ivankovo - NK Elektra Osijek 3:0 NK Nosteria Nuštar - NK Vuteks-Sloga Vukovar 0:0 NK Sladorana Županja - NK Metalac Osijek 1:2 NK Valpovka Valpovo - NK Torpedo Kuševac 1:0 NK Jadran Gunja - NK FEŠK Feričanci 4:1 | NK Zrinski Tordinci - NK Nosteria Nuštar 4:0 HNK Fruškogorac Ilok - NK Jedinstvo Donji Miholjac 4:0 NK Čepin - HNK Vupik Vukovar 1:2 NK Elektra Osijek - NK Grafičar-Vodovod Osijek 0:0 NK Vuteks-Sloga Vukovar - NK Sladorana Županja 0:0 NK Metalac Osijek - NK Valpovka Valpovo 4:0 NK Torpedo Kuševac - NK Jadran Gunja 1:1 NK FEŠK Feričanci - NK Bedem Ivankovo 2:2 |
| NK Sladorana Županja - NK Zrinski Tordinci 0:0 NK Nosteria Nuštar - HNK Fruškogorac Ilok 2:1 NK Jedinstvo Donji Miholjac - NK Čepin 0:3 HNK Vupik Vukovar - NK Elektra Osijek 4:0 NK Grafičar-Vodovod Osijek - NK Bedem Ivankovo 2:0 NK Valpovka Valpovo - NK Vuteks-Sloga Vukovar 3:1 NK Jadran Gunja - NK Metalac Osijek 0:3 NK Torpedo Kuševac - NK FEŠK Feričanci 0:1 | NK Zrinski Tordinci - NK Valpovka Valpovo 7:1 HNK Fruškogorac Ilok - NK Sladorana Županja 7:2 NK Čepin - NK Nosteria Nuštar 4:2 NK Elektra Osijek - NK Jedinstvo Donji Miholjac 3:2 NK Bedem Ivankovo - HNK Vupik Vukovar 1:0 NK Vuteks-Sloga Vukovar - NK Jadran Gunja 1:0 NK Metalac Osijek - NK Torpedo Kuševac 2:0 NK FEŠK Feričanci - NK Grafičar-Vodovod Osijek 1:1 | NK Jadran Gunja - NK Zrinski Tordinci 3:1 NK Valpovka Valpovo - HNK Fruškogorac Ilok 2:0 NK Sladorana Županja - NK Čepin 1:2 NK Nosteria Nuštar - NK Elektra Osijek 3:1 NK Jedinstvo Donji Miholjac - NK Bedem Ivankovo 1:2 HNK Vupik Vukovar - NK Grafičar-Vodovod Osijek 2:1 NK Torpedo Kuševac - NK Vuteks-Sloga Vukovar 1:1 NK Metalac Osijek - NK FEŠK Feričanci 4:0 |
| NK Zrinski Tordinci - NK Torpedo Kuševac 2:1 HNK Fruškogorac Ilok - NK Jadran Gunja 1:1 NK Čepin - NK Valpovka Valpovo 1:1 NK Elektra Osijek - NK Sladorana Županja 1:2 NK Bedem Ivankovo - NK Nosteria Nuštar 5:1 NK Grafičar-Vodovod Osijek - NK Jedinstvo Donji Miholjac 2:0 NK Vuteks-Sloga Vukovar - NK Metalac Osijek 6:0 NK FEŠK Feričanci - HNK Vupik Vukovar 3:3 | NK Metalac Osijek - NK Zrinski Tordinci 2:3 NK Torpedo Kuševac - HNK Fruškogorac Ilok 2:0 NK Jadran Gunja - NK Čepin 1:0 NK Valpovka Valpovo - NK Elektra Osijek 1:2 NK Sladorana Županja - NK Bedem Ivankovo 3:3 NK Nosteria Nuštar - NK Grafičar-Vodovod Osijek 0:0 NK Jedinstvo Donji Miholjac - HNK Vupik Vukovar 0:4 NK Vuteks-Sloga Vukovar - NK FEŠK Feričanci 4:0 | NK Zrinski Tordinci - NK Vuteks-Sloga Vukovar 1:2 HNK Fruškogorac Ilok - NK Metalac Osijek 2:3 NK Čepin - NK Torpedo Kuševac 1:0 NK Elektra Osijek - NK Jadran Gunja 2:2 NK Bedem Ivankovo - NK Valpovka Valpovo 1:0 NK Grafičar-Vodovod Osijek - NK Sladorana Županja 3:1 HNK Vupik Vukovar - NK Nosteria Nuštar 8:1 NK FEŠK Feričanci - NK Jedinstvo Donji Miholjac 1:1 |